# Alliance rénovatrice nationale
L'Alliance rénovatrice nationale (en portugais: Aliança Renovadora Nacional, ARENA) est un parti politique brésilien fondé le 4 décembre 1965.
Il est issu de l'Acte institutionnel n°2 de 1965 qui imposa le bipartisme lors de la dictature, il représentait les militaires au pouvoir.
L'ARENA a été formé par les politiciens conservateurs comme parti du pouvoir ; le Mouvement démocratique brésilien (MDB)  était le parti d'opposition. La formation de ces deux partis était une tentative de montrer à l'opinion publique mondiale et nationale que le coup d'État de 1964 avait été légitime et mené avec l'appui de la société civile. Après l'instauration du multipartisme, la plupart des membres de l'ARENA (dont le président João Baptista de Oliveira Figueiredo) rejoignirent en 1980 le Parti démocratique social.

## Coup d'État
Après le coup d'État de 1964, ses chefs se dépêchèrent de le définir comme un « coup d'État légaliste ». Le général Mourão Filho déclara le président João Goulart écarté du pouvoir parce qu'il en abusait et que les militaires allaient obéir à la Constitution de 1946.
Pendant la conspiration de 1964, Costa e Silva avait joué le rôle de coordinateur des troupes soulevées à Rio de Janeiro et après le dénouement du coup d'État, il assuma une position de plus en plus influente jusqu'à devenir le porte-parole de la ligne dure de l'armée.

## Élections de 1965
En octobre, on réalisa des élections directes dans onze États ; à ce moment, une grande partie de l’enthousiasme pour le coup d'État de 1964 avait diminué, la classe moyenne était en difficulté financière et commençait la diminution des salaires.
Malgré le veto à certains candidats de la part de la dite ligne dure des forces armées, l'opposition triompha dans des États importants comme l'État de Guanabara et le Minas Gerais, ce qui a préoccupé le groupe qui défendait le régime autoritaire. L'élection de gouverneurs membres du Parti travailliste brésilien, fondé par l'ex-président Getúlio Vargas et défait par le coup d'État (Israel Pinheiro et Negrão de Lima) fut accueillie par la quasi-rébellion de plusieurs garnisons contre le maréchal Castelo Branco.

## Le AI-2
Sous la pression de ce groupe, Castelo Branco publia l'Acte institutionnel n°2. Dans ce document, une des dispositions importantes était l'élimination du pluripartisme et l'installation du bipartisme.
En accord avec leur projet de réforme radicale de la vie politique, les militaires imposent, avec l'AI n°2 d'octobre 1965, d'une part le bipartisme entre le « parti de la révolution », l'ARENA, et le « parti de l'opposition », afin d'améliorer la lecture du système des partis, dévoyé selon eux par les enjeux locaux ; d'autre part, la discipline de parti obligatoire lors des votes obligatoires à l'assemblée. L'arrière-plan de l'imposition du bipartisme consiste dans le manichéisme des militaires, pour qui toute personne n'étant pas avec eux est un ennemi.
Malgré le grand volume d'études sur la dictature, on sait peu de choses sur l'ARENA. Son action a été importante mais peu commentée.